# Municipalità distrettuale di Ugu
La municipalità distrettuale di Ugu (in inglese Ugu District Municipality) è un distretto della provincia del KwaZulu-Natal e il suo codice di distretto è DC21.
La sede amministrativa e legislativa è la città di Port Shepstone e il suo territorio si estende su una superficie di 5.046 km².

## Geografia fisica

### Confini
La municipalità distrettuale di Ugu confina a nord con quello di Umgungundlovu, a nord e a est con il municipio metropolitano di Ethekwini, a est con l'Oceano Indiano, a sud con quelle di Oliver Tambo e Alfred Nzo (Provincia del Capo Orientale) e a ovest con quella di Harry Gwala.

### Suddivisione amministrativa
Il distretto è suddiviso in 6 municipalità locali:
- Hibiscus Coast
- uUmdoni
- Vulamehlo
- Umzumbe
- uMuziwabantu
- Ezinqoleni